# 執到寶
《執到寶》（英語：Don't Look Now）是香港電視廣播有限公司拍攝製作的靈異黑色時裝喜劇，由劉克宣、馮淬帆、黃韻詩、歐陽佩珊、林子祥及甘國亮等領銜主演；本片監製為甘國亮，是其代表作之一。

## 劇情
忠直仁厚的余可（「可伯」，劉克宣飾）本是消防員，因退休而要全家遷出消防宿舍；臨時租得西環舊唐樓，但該處半年後即會拆卸。可伯的老婆奴長子「阿哥」（馮淬帆飾）與刻薄的妻子琴（黃韻詩飾）因已買的居者有其屋尚未入伙，逐暫時與可伯同住；可伯的倔強女兒「阿麗」（歐陽佩珊飾）因與火爆丈夫「阿超」（林子祥飾）吵架，亦搬回與可伯同住；此外還有懶散幼子「阿仔」（甘國亮飾）。一屋年輕人各有問題。
誰料唐樓原來住有四隻古怪鬼魂，時不時上各人身整古作怪。可伯為保兒女平安，誓要與鬼魂週旋到底；最後鬼魂亦為可伯的堅持而感動，各兒女亦能改過自新。

## 演員表

### 主要演員
| 演員     | 角色 | 暱稱／關係                               |
| 劉克宣   | 可伯 | 余可；退休消防員                         |
| 馮淬帆   | 阿哥 | 余係人；電車司機；余可之長子；阿琴之丈夫 |
| 黃韻詩   | 阿琴 | 阿哥之妻                                 |
| 歐陽佩珊 | 阿麗 | 余麗人；銀行職員；余可之次女；阿超之妻子 |
| 林子祥   | 阿超 | 護衛員；阿麗之丈夫                       |
| 甘國亮   | 阿仔 | 練習生；余可之幼子                       |

### 其他演員
| 演員   | 角色     | 暱稱／關係 |
| 鄭少秋 | 黃泉     | 阿超之表弟 |
| 阮兆輝 | 賊       |            |
| 沈殿霞 | 賊妻     |            |
| 陳琪琪 | 李莎莉   | 阿麗之同事 |
| 魯振順 | 銀行職員 | 阿麗之同事 |
| 馮志豐 | 聰仔     | 派報童     |
| 黎灼灼 | 聰仔祖母 |            |
| 焦 雄  |          |            |
| 李香琴 | 柴姑娘   | 唐樓業主   |
| 陳有后 | 柴父     |            |
| 鄭少萍 | 柴母     |            |
| 韋以茵 | 柴妹     | 阿琴之妹   |
| 白文彪 | 姜太公   | 可伯舊友   |

## 軼事
- 無綫電視於2016年播出的監製方駿釗等人，合作拍攝主演與劉佩玥、呂慧儀、歐陽震華、胡定欣、胡楓、羅蘭、滕麗名、張頴康、劉江、呂慧儀及張彥博等參與之時裝喜劇《一屋老友記》就是以此劇為藍本，並被外界視為此劇的新版本。[2]
- 當年「阿麗」一角色據說原應是由馮寶寶飾演[3]，但馮因為懷孕而辭演[3]，最後由歐陽佩珊頂上[4]。
- 本劇是《輪流傳》腰斬後，為安撫監製甘國亮而開拍，特地在清水灣租錄影廠 (當時無綫總台在廣播道)搭建佈景，而且任由甘國亮選角，當時甘國亮選中前麗的及亞視之當紅小生劉志榮的父親劉克宣，由劉天賜親自出馬後，成功邀請到無綫電視演出，開始了劉克宣演藝生涯上最後的歲月。